# Nærøy

Wappen von Nærøy

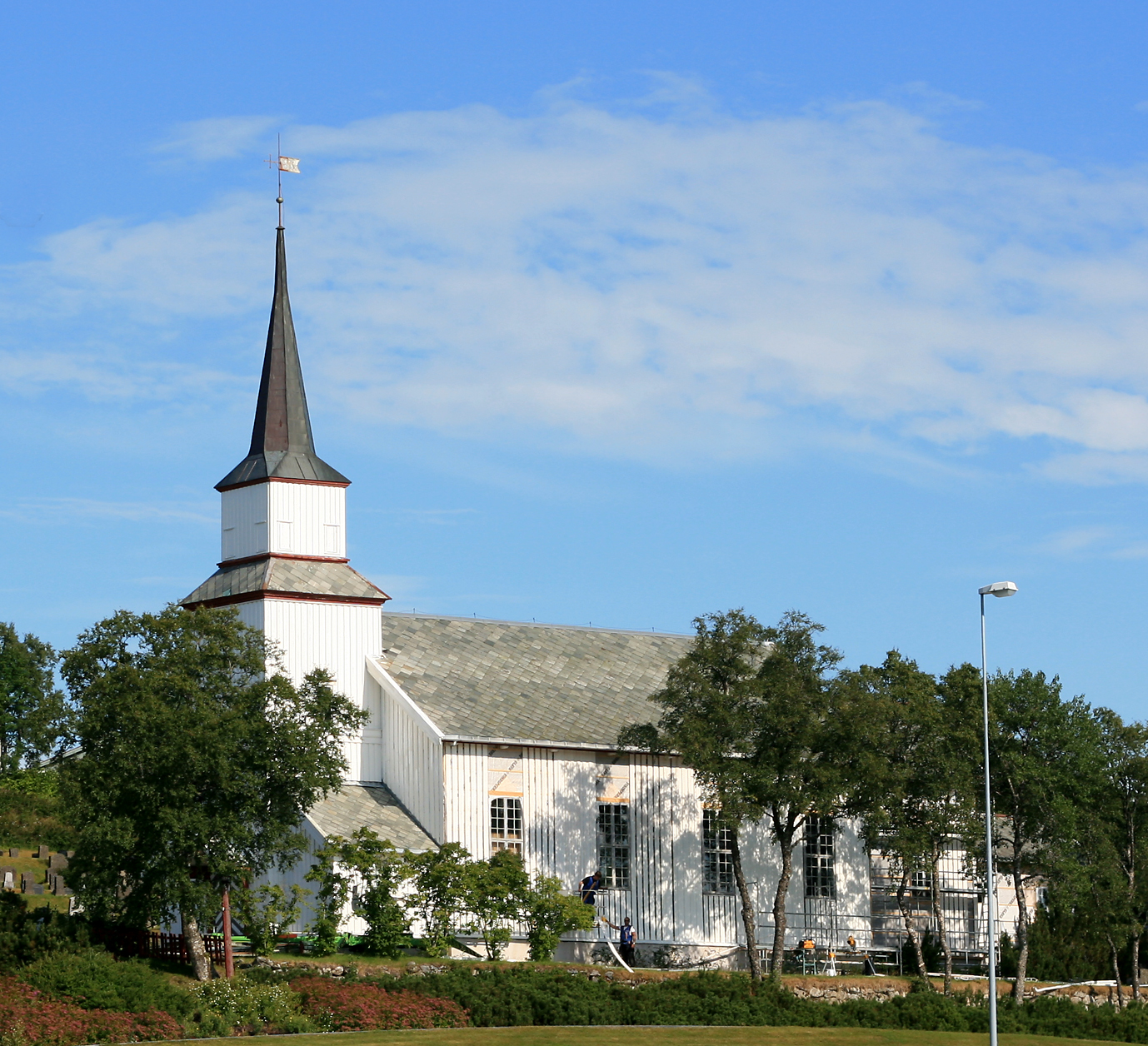
Kirche in Kolvereid

Nærøy war eine norwegische Kommune im Fylke Trøndelag mit 5072 Einwohnern (Stand: 1. Januar 2019) auf einer Fläche von 1067 km². Mit Wirkung vom 1. Januar 2020 wurde Nærøy mit Vikna zur neuen Kommune Nærøysund zusammengelegt. Der Sitz der Verwaltung war in Kolvereid.